# Захоплення табору Джексон

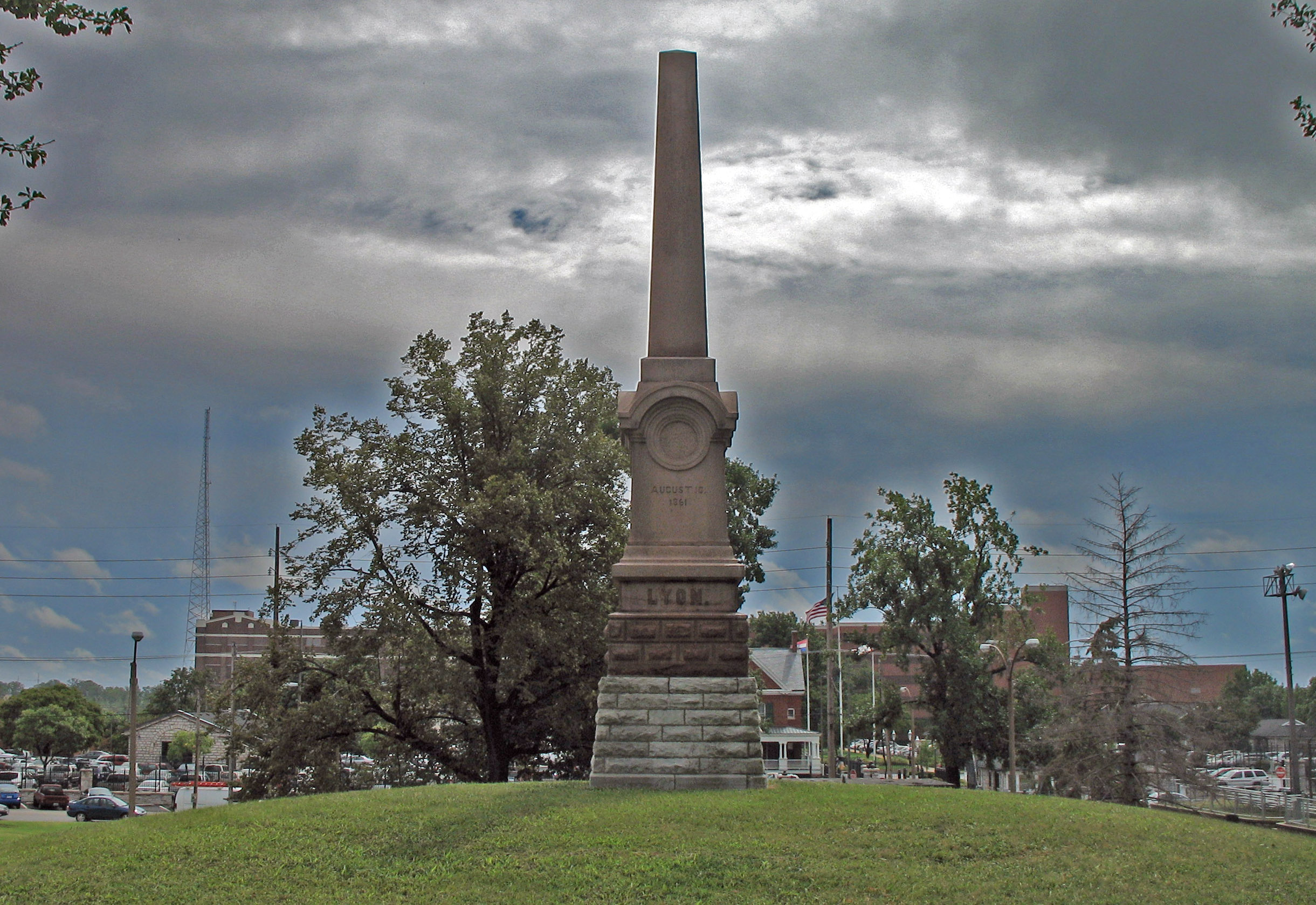
Пам'ятник Натаніелю Ліону з арсеналом

Захоплення табору Джексон — з початком відмежування штатів, та заворушень у середині Міссурі, капітан регулярної армії Натаніель Лайон, почав формувати з лояльних жителів міста Сент-Луїс так званий «Резервний корпус» який мав стати на захист інтересів Союзу в місті. Чисельність корпуса мала сягнути 70 офіцерів та 4436 солдат. Лайон враховуючи можливу небезпеку з боку сепаратистів по захопленню військових арсеналів, вирішив випередити їх та вдарити по ним першим. Так 10 травня 1861 року значними силами він заблокував та оточив табір Джексон де розміщувались основні сили міліції, під приводом військових навчань. Після тривалих переговорів він змусив їх скласти свою зброю і здатись. З арсеналу та в таборі були захоплені 3 32-х фунтові гармати, міномет, велику кількість артилерійських та стрілецьких набоїв, та близько 1.200 рушниць калібру 58, при чому всі однієї із найсучасніших моделей. В полон потрапило 50 офіцерів та 639 солдат міліції. Всі вони пізніше були відпущені під чесне слово не воювати проти США, але звісно більшість з них невдовзі поповнили армію Конфедерації. Слід відзначити, що роззброєння міліції призвело до сильних громадських заворушень.